# Opus Basilicon
Bazyliki (gr. τά βασιλικά '[prawo] cesarskie') - najobszerniejszy zbiór praw bizantyjskich. Ich kompilacja została dokonana na polecenie Leona VI Filozofa. Dokładny czas jej powstania nie jest znany, określa się go jako koniec IX wieku. Bazyliki są podzielone na 60 ksiąg (podzielonych na tytuły, fragmenty i czasem paragrafy) w 6 tomach, uwzględniają prawa wydane w czasie panowania Leona VI oraz jego poprzednika - Bazylego I. Przewaga Bazylik nad Corpus Iuris Civilis dla współczesnych polegała na tym, że były one zredagowane w języku greckim, poza tym odznaczały się przejrzystością układu. Cały materiał został zebrany w jednym dziele i bardzo systematycznie uporządkowany, podczas gdy w Corpus Iuris był rozrzucony czasem w kilku odrębnych księgach.